# Christian Jürgensen Thomsen
Christian Jürgensen Thomsen (Copenhague, 29 de diciembre de 1788-21 de mayo de 1865) fue un historiador danés.
Tras visitar París en su juventud, y de vuelta en Dinamarca, se interesó por la numismática, lo que le despertó el interés por el cambio estilístico a través del tiempo.
Carente de formación académica, en 1816 fue nombrado director (un puesto honorífico, sin salario) de la colección de la Comisión Real para la Preservación y Colección de Antigüedades, que posteriormente se convirtió en el Museo Nacional de Dinamarca de Copenhague. Fue durante sus trabajos de organización y clasificación de tales antigüedades cuando propuso el sistema de las tres edades por el que es principalmente recordado.
Thomsen también escribió uno de los primeros tratados sistemáticos sobre los bracteatos, monedas de oro del norte de Europa durante el periodo de las grandes migraciones (finales de la Edad Antigua y comienzos de la Edad Media).
El estudio realizado por Thomsen sobre los artefactos de la colección de Copenhague se basó en asociaciones entre el cambio estilístico, la decoración y el contexto; reconoció la importancia de examinar los objetos en hallazgos cerrados, lo que permite determinar la asociación común de artefactos de varios periodos (piedra - bronce - hierro).
Sus resultados fueron publicados en Ledetraad til Nordisk Oldkyndighed (Guía de la Antigüedad Escandinava) en 1836, y se divulgó a través de diferentes traducciones, como la inglesa de 1848. La excavación de un túmulo en 1837 le sirvió para la comprobación de ese método de clasificación y corroboración de sus hipótesis.